# Timmonsville
Timmonsville és una població dels Estats Units a l'estat de Carolina del Sud. Segons el cens del 2000 tenia 2.315 habitants.

## Demografia
Segons el cens del 2000, Timmonsville tenia 2.315 habitants, 829 habitatges i 596 famílies. La densitat de població era de 346,4 habitants/km².
Dels 829 habitatges en un 32,6% hi vivien nens de menys de 18 anys, en un 35,9% hi vivien parelles casades, en un 31,7% dones solteres, i en un 28% no eren unitats familiars. En el 24% dels habitatges hi vivien persones soles el 10% de les quals corresponia a persones de 65 anys o més que vivien soles. El nombre mitjà de persones vivint en cada habitatge era de 2,76 i el nombre mitjà de persones que vivien en cada família era de 3,27.
Per edats la població es repartia de la següent manera: un 28,3% tenia menys de 18 anys, un 10,5% entre 18 i 24, un 26,5% entre 25 i 44, un 21,1% de 45 a 60 i un 13,7% 65 anys o més.
L'edat mediana era de 34 anys. Per cada 100 dones de 18 o més anys hi havia 71,1 homes.
La renda mediana per habitatge era de 23.514$ i la renda mediana per família de 29.213$. Els homes tenien una renda mediana de 23.500$ mentre que les dones 16.588$. La renda per capita de la població era de 11.714$. Entorn del 25,5% de les famílies i el 26,6% de la població estaven per davall del llindar de pobresa.

## Poblacions més properes
El següent diagrama mostra les poblacions més properes.